# Högby, Enköpings kommun
Högby är en by i östra delen av Simtuna socken i Enköpings kommun, Uppland. Byn, som är sammanbyggd med Forsby i norr, genomflytes av Örsundaån. Byn består av enfamiljshus samt bondgårdar och är belägen vid länsväg C 813. Ortens postnummer är 749 72 Fjärdhundra.